# Guinée aux Jeux olympiques d'été de 1984
La Guinée a participé aux Jeux olympiques d'été de 1984 à Los Angeles, aux États-Unis.